# اداکوی، کزیلکاهامام
اداکوی، کزیلکاهامام (به لاتین: Adaköy, Kızılcahamam) یک  Köy  در ترکیه است که در ankara province واقع شده‌است.